# Marguerite Gonnet
Pour les articles homonymes, voir Gonnet.
Marguerite Gonnet, née Marguerite Lemeignen le 13 octobre 1898 à Nantes et morte le 27 mai 1996 à Paris 14e, est une résistante française de la Seconde Guerre mondiale, originaire de Grenoble, dans le sud-est de la France. 

## Biographie
À quarante-quatre ans, mariée et mère de neuf enfants, elle rejoint le mouvement de Résistance Libération-sud. Elle devient cheffe du mouvement dans le département de l'Isère.
En avril 1942, elle est arrêtée par les nazis pour avoir diffusé des journaux illégaux.
À un procureur militaire allemand lui demandant pourquoi elle avait pris les armes contre l'occupant de la France, elle aurait répondu : « Tout simplement, colonel, parce que les hommes les avaient abandonnées. ». Cette citation a été utilisée par l'auteure américaine Sarah Rose comme épigraphe de son livre de 2019 D-Day Girls.
Marguerite Gonnet est condamnée à deux ans de prison et remplacée dans son rôle de cheffe départemental du mouvement Libération-sud par Jean Weber.
Elle décède à Paris le 27 mai 1996 à l'âge de 97 ans.

## Distinctions
- Chevalier de la Légion d'honneur (1985)
- Médaille de la Résistance française (décret du 3 janvier 1946)[6]

## Odonymie
- Une rue de Grenoble porte son nom.
- Depuis le 9 février 2024, la rue Marguerite-Gonnet située à Paris porte son nom[7].